# Armadillidium vulgare
Armadillidium vulgare (Latreille 1804) è un crostaceo dell'ordine degli Isopoda. È conosciuto con numerosi nomi comuni: porcellino di terra, corrierina, porcellino di sant'Antonio o onisco. Il suo aspetto lo rende confondibile con Glomeris marginata, ma i due animali sono molto differenti, poiché appartengono a due subphylum diversi degli Artropodi.

## Biologia

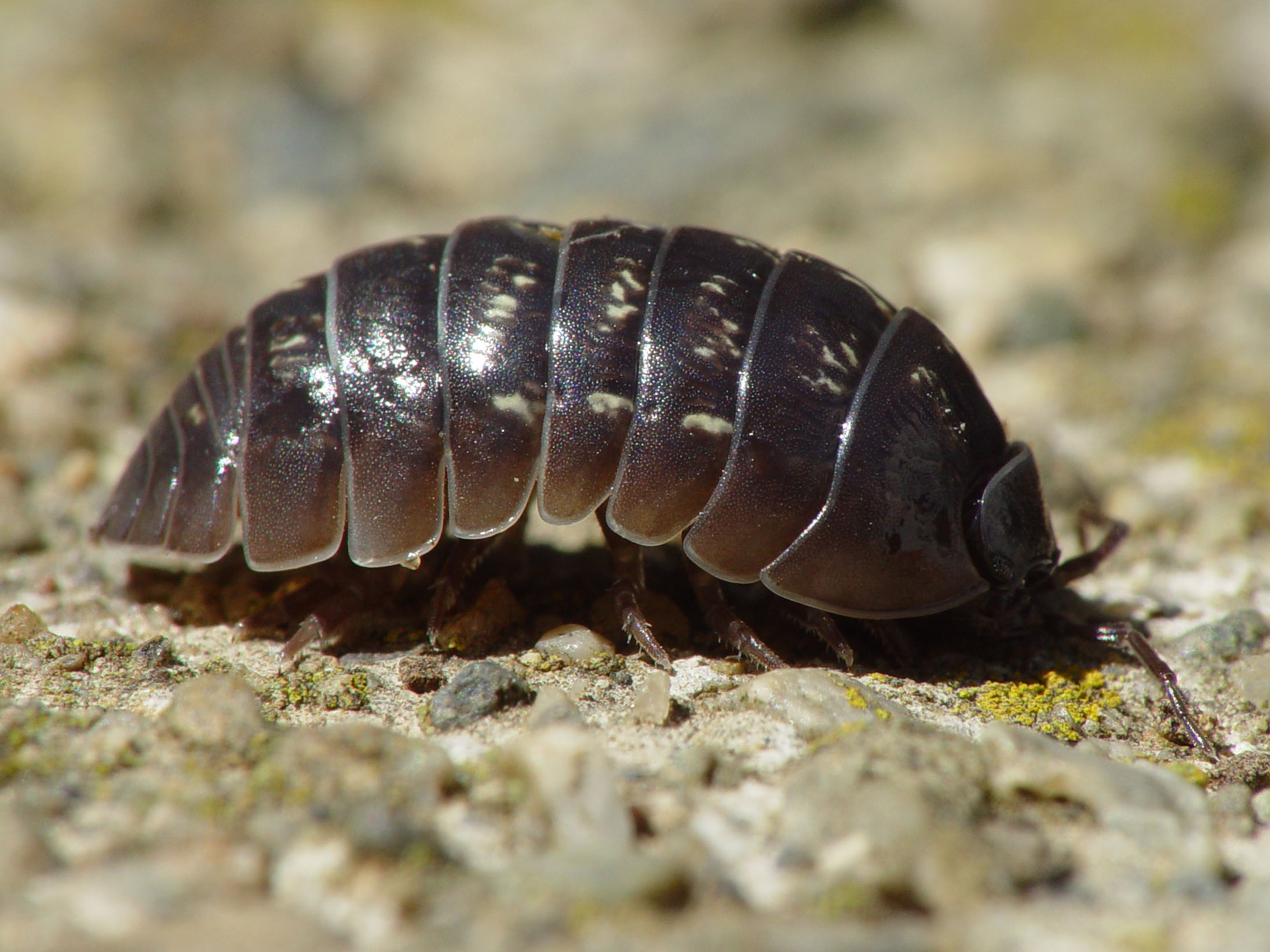
Vista laterale

Per sopravvivere, questo animale necessita di umidità, in quanto il suo tegumento non gli consente di preservarla efficacemente. Pertanto si muove soprattutto di notte in cerca di cibo: vegetali ed animali morti. A volte è possibile vederlo deambulare sotto il sole, probabilmente alla ricerca di un rifugio umido, in quanto il vecchio si è seccato. Si trova in montagna come in pianura; di giorno si nasconde sotto terra, sotto i sassi o in tronchi marcescenti. Quando riposa o quando è disturbato, si appallottola formando una sfera che non offre appigli all'aggressore. Le uova frutto dell'accoppiamento vengono trasportate in una sacca umida sotto l'addome. Quando cresce troppo per il proprio esoscheletro, l'animale effettua la muta che avviene in due tempi: prima per la parte posteriore e poi anteriore; il vecchio tegumento viene mangiato. Gli onischi sono un esempio di crostacei che sono riusciti a colonizzare l'ambiente terrestre.
Può raggiungere una lunghezza di 18 mm e d'inverno entra in uno stato di dormienza che permette all'isopode di sopportare temperature altrimenti letali (per A. vulgare inferiori a -2 °C e superiori a 36 °C).
Secondo diversi studi i porcellini di terra sono bioaccumulatori di metalli pesanti (ad esempio rame, zinco, piombo e cadmio), in grado di ripulire il terreno dagli stessi.

## Distribuzione

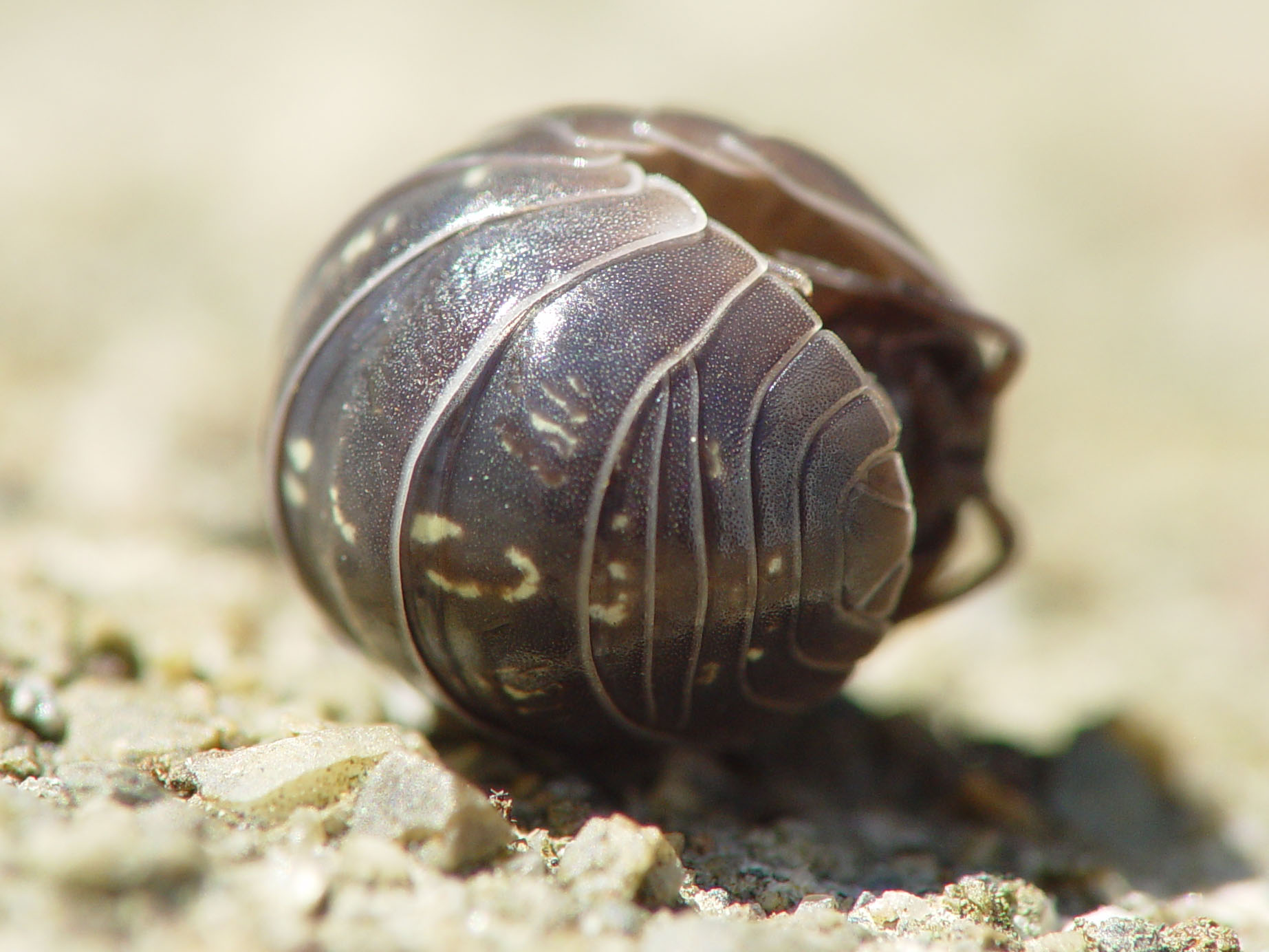
Esemplare appallottolato

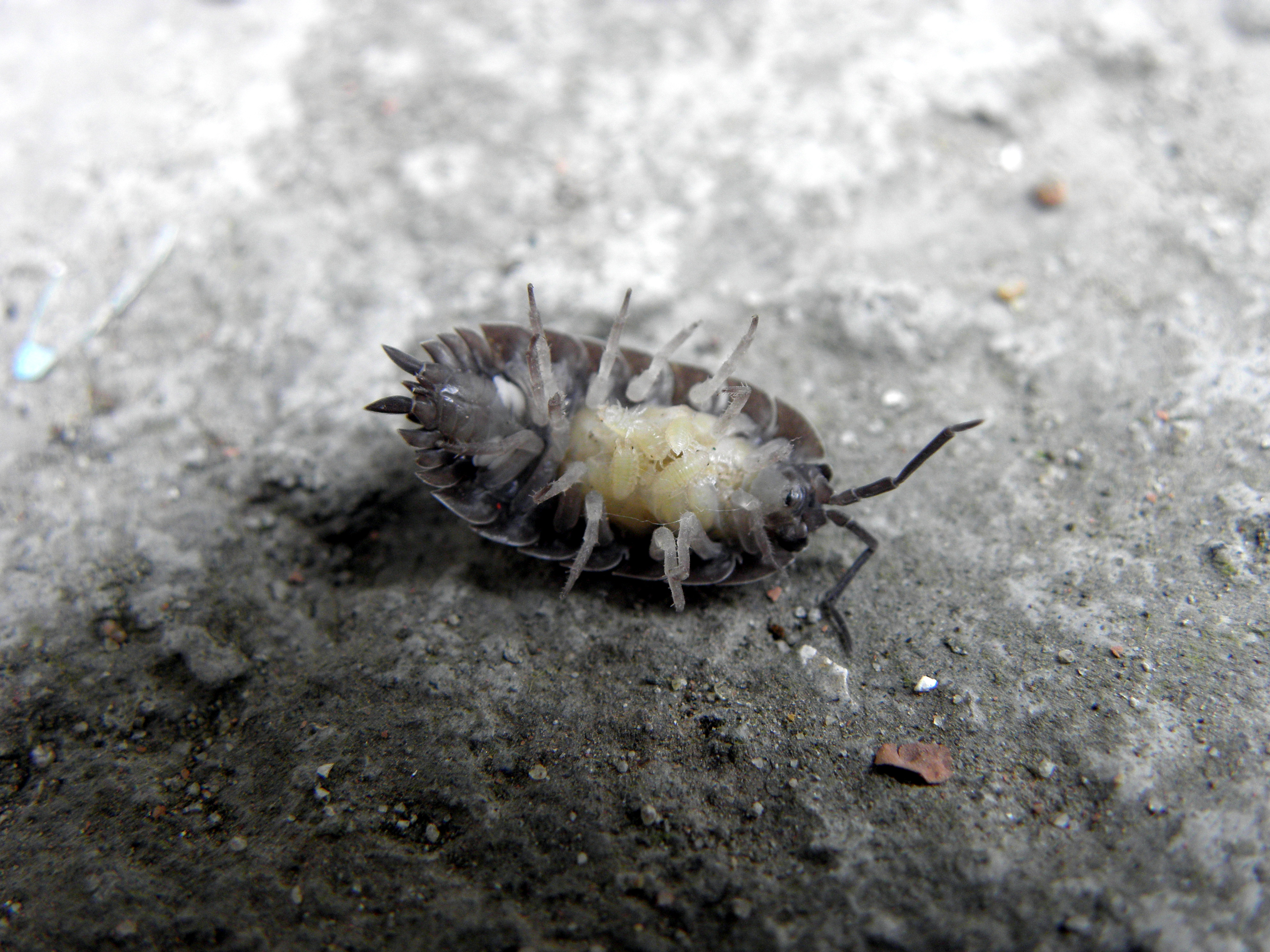
Vista ventrale

A. vulgare è ampiamente presente nei terreni calcarei e nelle zone costiere dell'Europa, in particolare nella regione mediterranea, nelle parti meridionale ed orientale dell'Inghilterra e dell'Irlanda (raro nelle zone costiere settentrionali ed occidentali).
È stato introdotto in molte località del Nord America, dove può raggiungere densità di popolazione fino a 10.000 individui per metro quadrato. Nel 2008 era una delle specie di invertebrati più abbondanti negli habitat delle praterie costiere della California. In misura minore è stato introdotto anche nel resto del mondo.

## Rapporti con gli esseri umani
Anche se taluni li considerano erroneamente infestanti, gli onischi sono innocui. In alcune parti del mondo, soprattutto negli Stati Uniti, vengono addirittura tenuti come animali domestici. Necessitano di un habitat umido e ricco di materiale vegetale in stato di decomposizione. Possono vivere fino a 3 anni.